# PZ Кассиопеи
PZ Кассиопеи (PZ Cas) — красный сверхгигант или красный гипергигант в созвездии Кассиопеи. Является полуправильной переменной звездой.

## Свойства
PZ Cas является одной из наиболее крупных известных звезд, обладая радиусом 1260—1340 радиусов Солнца. Первоначальные оценки расстояния до PZ Cas составляли около 7800 световых лет (2.4 кпк). При последующем изучении окружающих звезду мазерных источников оценки расстояния и параметров звезды были уточнены: расстояние составляет 9160 св. лет (2.81 кпк), светимость 240 000—270 000 светимостей Солнца, радиус 1260—1340 радиусов Солнца, начальная масса 25 масс Солнца.
Возможно, является частью звёздной ассоциации Cas OB5, хотя по наблюдениям является более молодой звездой, чем большинство объектов данной ассоциации
PZ Cas является медленной полуправильной переменной звездой с периодом около 925 суток, как указано в Общем каталоге переменных звёзд, однако в ряде работ указываются периоды от 850 до 3195 суток. Видимая звёздная величина меняется в пределах от 8 до 10.

## Сверхгигант или звезда АВГ?
Как правило PZ Cas считается массивной звездой-сверхгигантом, сопоставимой по параметрам с такими звездами, как VY Большого Пса, однако существуют свидетельства в пользу того, что PZ Cas является менее массивной звездой асимптотической ветви гигантов (АВГ) или пост-АВГ-звездой. Также PZ Cas показывает повышенное содержание Zr и Ba, но не Li, как следовало бы ожидать в случае звезды-сверхгиганта.
У PZ Cas существует звезда-компаньон на расстоянии 12", имеющая видимую звёздную величину +13.